# Vogesack
Vogesack – polski herb szlachecki z nobilitacji.

## Opis herbu
Opis z wykorzystaniem zasad blazonowania, zaproponowanych przez Alfreda Znamierowskiego:
W słup, w polu prawym, błękitnym, mąż dziki ze szczotką w prawej i woreczkiem srebrnym w lewej dłoni;
W polu lewym, dzielonym w pas, od czoła czerwonym, pół lwa wspiętego, złotego, od podstawy srebrnym na murawie dwie lilie naturalne na łodygach skrzyżowanych w skos.
Klejnot: nad hełmem, bez korony, pół lwa jak w godle.
Labry: barwy nieznanej.

## Najwcześniejsze wzmianki
Nadany 28 lutego 1598 Albertowi, Konradowi, Gotardowi i Kasprowi, synom Tomasza von Vogesack, burmistrza Rewla.

## Herbowni
Ponieważ herb Vogesack był herbem własnym, prawo do posługiwania się nim przysługuje tylko jednemu rodowi herbownemu:
Vogesack.